# Barak (mošav)
Barak (hebrejsky בָּרָק, anglicky Barak, v oficiálním seznamu sídel Baraq) je vesnice typu mošav v Izraeli v bloku vesnic Ta'anach, v Severním distriktu, v Oblastní radě Gilboa.

## Geografie
Leží v jižní části zemědělsky intenzivně obdělávaného Jizre'elského údolí, v nadmořské výšce 70 metrů. Jižně a západně od vesnice prochází potok Kišon, do kterého od jihozápadu ústí vádí Nachal Zavdon.
Vesnice je situována 35 kilometrů jihozápadně od Galilejského jezera, 28 kilometrů západně od řeky Jordánu, cca 6 kilometrů jižně od města Afula, cca 70 kilometrů severovýchodně od centra Tel Avivu a cca 40 kilometrů jihovýchodně od centra Haify. Barak obývají Židé, přičemž osídlení v tomto regionu je ryze židovské. Výjimkou jsou vesnice Sandala a Mukejbla cca 5 kilometry jihovýchodním směrem, které obývají izraelští Arabové.
Mošav leží 3 kilometry severně od Zelené linie, která odděluje Izrael od okupovaného Západního břehu Jordánu. Od Západního břehu Jordánu byla tato oblast počátkem 21. století oddělena izraelskou bezpečnostní bariérou.
Barak je na dopravní síť napojen pomocí severojižní lokální silnice číslo 6724 a východozápadního tahu lokální silnice číslo 675.

## Dějiny
Barak byl založen v roce 1956 jako součást bloku plánovitě zřizovaných zemědělských vesnic Ta'anach - חבל תענך (Chevel Ta'anach). Tento blok sestává ze tří takřka identicky rozvržených shluků zemědělských vesnic, které jsou vždy seskupeny po třech s tím, že v jejich geografickém středu se nachází malá čtvrtá vesnice, jež plní střediskové funkce. Barak leží v prostřední z těchto tří skupin, společně s vesnicemi Adirim a Dvora a střediskovou obcí Merkaz Chever. Tato skupina bývá někdy nazývána Chever.
K založení osady došlo 19. srpna 1956. Prvními obyvateli mošavu byli členové organizace ha-Bonim přistěhovalí z Maroka. Vesnice vznikala v době, kdy vrcholila Suezská krize. Část obyvatel se obávala blízkosti hranic tehdejšího Jordánského království. Zpočátku v obci chyběla elektřina a cesty. V zimě byla hlavní komunikace v mošavu pokryta bahnem.
V mošavu Barak je k dispozici zdravotní středisko, sportovní areály, obchod, synagoga a mikve.

## Demografie
Obyvatelstvo mošavu Barak je smíšené, tedy sekulární i nábožensky založené. Podle údajů z roku 2014 tvořili naprostou většinu obyvatel v Barak Židé (včetně statistické kategorie "ostatní", která zahrnuje nearabské obyvatele židovského původu ale bez formální příslušnosti k židovskému náboženství).
Jde o menší sídlo vesnického typu s dlouhodobě stagnující populací, která ale po roce 2008 narůstá. K 31. prosinci 2014 zde žilo 419 lidí. Během roku 2014 populace stoupla o 0,7 %.
| Rok            | 1961 | 1972 | 1983 | 1995 | 2001 | 2003 | 2004 | 2005 | 2006 | 2007 | 2008 | 2009 | 2010 | 2011 | 2012 | 2013 | 2014 |
| -------------- | ---- | ---- | ---- | ---- | ---- | ---- | ---- | ---- | ---- | ---- | ---- | ---- | ---- | ---- | ---- | ---- | ---- |
| Počet obyvatel | 230  | 267  | 245  | 237  | 258  | 251  | 251  | 257  | 273  | 279  | 280  | 344  | 378  | 400  | 412  | 416  | 419  |